# Chari-Baguirmi
Le Chari-Baguirmi est une des 23 Provinces du Tchad (Décrets N° 415/PR/MAT/02 et 419/PR/MAT/02) dont le chef-lieu est Massenya. Elle correspond à une partie de l'ancienne préfecture du Chari-Baguirmi (sous-préfectures de Massenya et de Bousso, partie de la sous-préfecture rurale de N'Djaména). Elle est divisée en 4 départements et 18 communes.

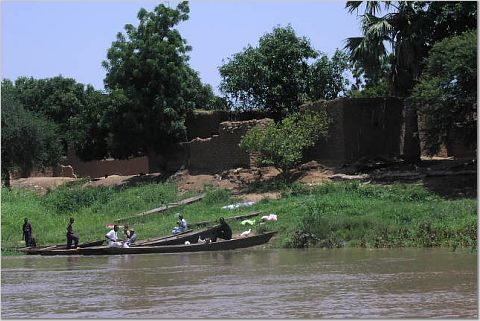
Fleuve Chari

## Situation
La région est située à l'ouest du pays, elle est frontalière du Cameroun.
| Ndjamena       | Hadjer-Lamis   | Barh el Gazel |
| Extrême-Nord   | Chari-Baguirmi | Guéra         |
| Mayo-Kebbi Est | Tandjilé       | Mandoul       |

## Subdivisions
La région du Chari-Baguirmi est divisée en 4 départements et 18 communes:
| Province       | Chef-lieu | Département | Chef-lieu | Communes                                       |
| -------------- | --------- | ----------- | --------- | ---------------------------------------------- |
| Chari-Baguirmi | Massenya  | Baguirmi    | Massenya  | Billi, Bodoro, Massenya, Mandjafa              |
| Chari-Baguirmi | Massenya  | Dourbali    | Dourbali  | Maî-Aiche, Dourbali, Ligna, Bougoumene         |
| Chari-Baguirmi | Massenya  | Chari       | Mandélia  | Koundoul, Logone-Gana, La Loumia, Mandélia     |
| Chari-Baguirmi | Massenya  | Loug Chari  | Bousso    | Bä Illi, Bogomoro, Bousso, Kouno, Mogo, Mbarlé |

## Démographie
La population de la région était d'environ xx habitants en 1993 (RGPH), dont xx sédentaires et xx nomades [ss-préf. de Bousso, Massenya et N'Djamena rural 1993].
Les groupes ethnico-linguistiques principaux sont les Boulala ( plus de 30) (, les kotoko, les Peuls, les Barma (ou Baguirmi), les Kanouri et les Ngambay.

## Administration
Gouverneurs du Chari-Baguirmi
- Kedallah Younous Hamid (en poste en mars 2008)
- 15 septembre 2008 : Kalzeube Payimi Deubet
- ? : Mahamat Zalba (en poste en septembre 2010)
- 13 décembre 2010 : Djiddi Bichara Hassan[3]
- Novembre 2020 : Aboubakar Djibril Aboubakar [4]
- Décembre 2020 : Gayang Souaré[5]